# Вилесов, Иван Петрович
Иван Петрович Вилесов — российский купец и меценат.

## Биография
Родился в 1855 году в Соликамском уезде Пермской губернии.
Поступил на службу рядовым фельдшером, гусаром Гродненского эскадрона. Но по болезни военную службу оставил. После окончания военной службы возвратился в Соликамск, занялся изучением горного дела, сдал экзамен на звание горного техника.
Сделал значительный вклад в развитие производства соли на Урале: благодаря его усилиям были открыты новые рынки сбыта соли, возрождена пришедшая в упадок солепромышленность на Усольских промыслах. Состоя на службе у И. И. Любимова, Вилесов принимал участие в поиске нефти: под его руководством проводились бурильные работы в Башкирии и на Кавказе.
Вёл активную благотворительную деятельность. Он оказывал помощь пермскому приюту для детей-сирот, был почётным членом губернского попечительства детских приютов. Также он сделал значительный вклад в деятельность Уральского общества любителей естествознания, на базе которого позднее был создан Пермский краеведческий музей.
Вилесов пожертвовал значительные средства на украшение храма Марии Магдалины и впоследствии стал старостой этого храма.
Скончался в Москве 6 сентября 1911 года. Похоронен 13 сентября 1911 года на кладбище Кафедрального собора в Перми.